# Ricardo Leal dos Santos
Pour les articles homonymes, voir Leal.
Pas d'image ? Cliquez ici
Ricardo Leal dos Santos, né le 20 juillet 1972, à Lisbonne est un pilote portugais de rallye-raid, de motocross et de quad.

## Palmarès

### Résultats au Rallye Dakar
en catégorie Auto
- 2012 : 8e
- 2011 : 7e
- 2010 : 14e
- 2009 : 76e
- 2007 : 70e
- 2006 : 45e
- 2005 : 70e soit en Catégorie T1 5e

en catégorie Moto
- 2003 : 137e

### Championnat du monde de rallye-raid
- Champion du monde des rallyes-raids en 2005, catégorie Quad